# Ромодановский шлях
Ромода́новский шлях, Ромодановый шлях, Ромодан — старинный торговый путь (большая транспортная, или чумацкая дорога, сакма, шлях), проходивший по Левобережной Украине, с севера на юг, через Ромны, Лохвицу, Лубны, Кременчуг; часть пути из Центральной России на юг, в Крымские земли.
Т. Шевченко писал что эта дорога в Малороссии примечательна тем, что, начиная от Ромен и до Кременчуга, не касается она, на расстоянии трехсот верст, ни одного города, ни местечка, ни села, ни даже хутора, и Ромодановским шляхом, как известно, ходят только одни чумаки. А в Полтавской губернии России тракты (транспортные дороги), постоялые дворы и корчмы на них, по которым двигались чумаки на юг за рыбой и солью, назывались ромоданами.

## История
В Древней Руси существовало множество путей сообщения, но русские люди предпочитали использовать водные пути, а не сухопутные (дорога), по которой на Русь привозили всевозможные товары.
После татаро-монгольского нашествия на Русь южнорусские земли между Крымом и Окой обезлюдели и превратились в Дикую степь, по-русски — Дикие поля, Дикое поле. В XIV—XVIII веках со стороны Крымского ханства через Дикое поле регулярно проходили орды крымских татар, ногайцев и черкасов за ясырём на Русское государство. Так в Диких полях появились сакмы (шляхи) — утоптанные людьми и лошадьми, немощеные дороги.
До постройки железных дорог в 1860—1880-х годах Ромодановский путь был одним из важнейших путей, по которому чумаки Левобережья ходили с хлебом в Крым за солью и рыбой; в XIX веке его также использовали для прогона с Малороссии в центральные губернии России групп скота.
Происхождение названия неизвестно (покрыто туманом неизвестности). По преданию, его название произошло от фамилии воеводы Г. Г. Ромодановского, который в 1674 году вёл по этому пути русские войска против польского гетмана Правобережной Украины П. Дорошенко.

## Образ в изобразительном искусстве
Одно из трёх панно, созданных живописцем Сергеем Васильковским для зала заседаний Полтавского земства, изображает Чумацкий Ромодановский шлях:

…высокое-высокое небо с нежными прозрачными облачками, которые Васильковский рисовал так, как никто из его современников. Дымчатые трепетные деревья стоят вдоль дороги, как бы благословляя и зазывая чумаков в дальний путь.
— Статья «Дрожащие огни печальных деревень», газета «Зеркало недели» за 14 ноября 1998 г. (авт. — Д. Горбачов, П. Утевская)